# Enguerrand VII de Coucy
Pour les articles homonymes, voir Enguerrand de Coucy.
Enguerrand VII de Coucy (1340 – 18 novembre 1397), seigneur de Coucy, de Marle, de La Fère, de Crécy-sur-Serre, d'Oisy, comte de Soissons et d'Albemarle et Bedford en Angleterre.

## Biographie

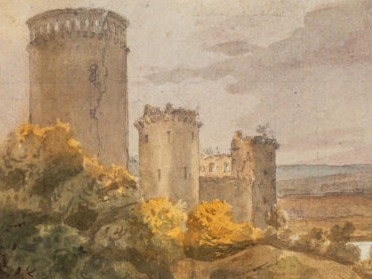
Château de Coucy avec son donjon, aquarelle, vers 1820, (Bibliothèque nationale, Paris).

Fils d'Enguerrand VI et de Catherine d'Autriche, il n'a que sept ans lorsque son père meurt à la bataille de Crécy en 1346.
Dix ans plus tard, en 1356, Enguerrand VII est présent à la bataille de Poitiers, qui voit le désastre du roi de France Jean II le Bon. Il y est même désigné, parmi d'autres seigneurs de son rang pour servir de caution à la rançon de Jean II, retenu prisonnier par le Prince noir. À Londres, il fait la connaissance du roi d'Angleterre Édouard III qui, conquis par la prestance du jeune homme, lui accorde la main de sa fille Isabelle (1332-1379), avec les comtés de Soissons, Albemarle et Bedford, et lui rend sa liberté. De retour chez lui, Enguerrand VII fait preuve d'une activité débordante.
Après avoir sévèrement puni sur son domaine la jacquerie de 1358, il se rend en Suisse, en Italie et en Allemagne à la tête d'une armée pour tenter d'obtenir l'héritage autrichien de sa mère Catherine, fille de Léopold Ier d'Autriche. L'opération ayant échoué, notamment due à la résistance farouche des Suisses lors de la guerre des Gugler, les Coucy conserveront le souvenir de vaine équipée en instituant l'Ordre de la Couronne en 1390, symbolisé par une couronne renversée. En 1377, à la mort de son beau-père, Enguerrand reprend la lutte contre les Anglais et se voit proposer, trois ans plus tard, l’épée de connétable de Bertrand du Guesclin. Il la refuse et l'épée échoit finalement à Olivier V de Clisson.
En 1380, il assiste au sacre de Charles VI, puis part pour l'Écosse où il réussit un débarquement sans lendemain. En 1382, il participe à Paris à la répression de la révolte des Maillotins. Envoyé du roi de France, il négocie avec le duc Jean IV de Bretagne, le roi d'Espagne, la Savoie et Gênes, puis s'embarque pour les côtes d'Afrique à la poursuite des Barbaresques. À Coucy, où il revient après chaque voyage, il embellit le château d'Enguerrand III et aménage notamment les vastes salles des Preux et des Preuses, doublant la forteresse d'un palais paré des grâces du gothique flamboyant. Il est devenu comte de Soissons en 1367 grâce à son beau-père Édouard III (le roi anglais obtint le renoncement de son otage Guy II de Blois-Châtillon, qui pourtant cèdera ce même comté à Louis Ier d'Orléans en 1391), et il va également acheter la ville de Ham à Marie de Ham.
Descendant de croisés prestigieux, Enguerrand VII participe à une expédition menée par Jean Ier de Bourgogne - qui y gagne son surnom de Jean sans Peur - et le futur empereur du Saint-Empire Sigismond de Luxembourg contre les Turcs. Les armées chrétiennes sont défaites à Nicopolis, le 25 ou le 28 septembre 1396, par le sultan Bayezid Ier. Emmené en captivité en Bithynie, il y décède de ses blessures l'année suivante.
Sans descendant mâle, sa fille aînée Marie lui succède. Après la mort de son époux Henri de Bar, seigneur de Marle, elle vend en 1400, pour 400 000 livres, la baronnie de Coucy et ses dépendances de Folembray, Saint-Aubin, La Fère, Saint-Gobain, Pinon, le Chatellier, Saint-Lambert, Acy, Cerny et autres lieux, au duc Louis Ier d'Orléans qui renforce ainsi son duché de Valois (la vente sera contestée, Louis ne pourra tout payer, et des arrangements ultérieurs laisseront aux Orléans surtout Coucy et la moitié de Soissons).
La seconde maison de Coucy n'existe plus, mais des biens importants passent à ses descendants issus de Marie Ire de Coucy : les Bar-le-Duc, puis les Luxembourg-Saint-Pol et les Bourbon-Vendôme (dont le roi Henri IV et les Condé) auront Marle, La Fère, St-Gobain, Ham ou Soissons en partie ; Vervins reste à une branche cadette.

## Mariages et descendance
Il épouse en premières noces Isabelle d'Angleterre (1332–1379), fille d'Édouard III, dont :
- Marie Ire de Coucy (1366–1404), mariée à Henri de Marle, seigneur de Marle[1] ;
- Philippa de Coucy (1367–1411), mariée à Robert de Vere, comte d'Oxford.

Veuf, il se remarie en 1386 avec Isabelle Ire de Lorraine († vers 1410), fille du duc Jean Ier de Lorraine, dont :
- Isabelle de Coucy († en 1411), mariée en 1409 avec Philippe de Bourgogne, comte de Nevers et de Rethel (tué en 1415 à Azincourt)[1], frère du duc Jean sans Peur.